# Бутано-лихтенштейнские отношения
Бутано-лихтенштейнские отношения — двусторонние отношения между Бутаном и Лихтенштейном. Между двумя странами ещё не установлены дипломатические отношения.

## История
Оба государства являются малыми монархическими странами с древней историей, при этом не имеющие выход к морю. Они никогда не входили в Лигу Наций, а в ООН вступили достаточно поздно, поскольку другие страны затруднялись рассматривать их как суверенные государства, так как Бутан был достаточно зависим от Индии, а Лихтенштейн — от Швейцарии. Контакты между государствами незначительные. Так, лихтенштейнско-швейцарский фонд археологических исследований за рубежом (SLSA) финансировал археологические раскопки в Бутане, начавшиеся в 2008 году.

## Туризм
Туризм между странами носит незначительный характер. В 2019 году Бутан посетило 5 лихтенштейнцев.

## Совместные международные организации
Бутан и Лихтенштейн вместе состоят в некоторых международных организациях, где они также могут взаимодействовать или иметь общую позицию по какому-либо вопросу. Например, оба государства проголосовали за Декларацию по лесам и землепользованию, выработанную на климатической конференции ООН.
| Название организации                         | Дата присоединения Бутана | Дата присоединения Лихтенштейна |
| -------------------------------------------- | ------------------------- | ------------------------------- |
| Всемирный почтовый союз                      | 7 марта 1969 года         | 13 апреля 1962 года             |
| Международный союз электросвязи              | 15 сентября 1988 года     | 25 июля 1963 года               |
| Организация по запрещению химического оружия | 17 сентября 2005 года     | 24 декабря 1999 года            |
| ООН                                          | 21 сентября 1971 года     | 18 сентября 1990 года           |
| Интерпол                                     | 19 сентября 2005 года     | 10 октября 1960 года            |